# Aéroport de Cracovie-Jean-Paul II
Pour les articles homonymes, voir Jean-Paul II (homonymie) et Aéroport João Paulo II.
L’aéroport Jean-Paul II, également appelé  aéroport de Cracovie-Balice, ou encore Kraków Airport (code IATA : KRK • code OACI : EPKK), est situé près du village de Balice (commune de Zabierzów), à 11 km à l'ouest du centre de Cracovie, en Pologne. Il est le deuxième plus grand aéroport du pays avec un trafic de plus de 6,7 millions de passagers en 2018.
En 1995, il est baptisé du nom de Jean-Paul II pour rendre hommage au pape polonais qui fut archevêque de Cracovie.

## Histoire
En 1964 une partie de l'aéroport militaire de Cracovie est transmise à l'aviation civile qui accueille toujours la 8e BAT, base aérienne de transport avec le 12e et 13e escadron polonais.
En 2003 la compagnie Ryanair conduit des négociations concernant l'ouverture de liaisons régulières depuis l'aéroport de Cracovie. Les autorités aéroportuaires ne voulant pas baisser les taxes pour les compagnies transitant par le terminal existant, la municipalité de Cracovie et les autorités de la Voïvodie envisagent de construire une seconde aérogare pour les compagnies à bas prix, mais des difficultés apparaissent concernant la propriété des terrains et la détermination de l'entité responsable de l'aéroport. Même si la nouvelle aérogare n'est finalement pas construite, l'apparition des premières « low-cost » force les compagnies aériennes traditionnelles à diminuer les prix sur certaines destinations.
En 2004 de nouvelles liaisons en Europe centrale sont mises en place. L'aéroport, après une période de baisse du nombre de passagers, retrouve une dynamique de croissance malgré la concurrence importante que lui fait l'aéroport de Katowice-Pyrzowice, qui attire davantage de compagnies à bas prix. Cette même année, la compagnie Easyjet choisit Cracovie, qui continue à espérer l’apparition d'autres low-cost afin de faire venir davantage de touristes en Petite-Pologne et contribuer au développement de la région.
Depuis le 26 mai 2006, une liaison ferroviaire relie la gare centrale de Cracovie et l'aéroport. La station temporaire est située à 200 m de l'aérogare et le trajet dure 15 min.
Le 28 février 2007, une nouvelle aérogare destinée au trafic intérieur d'une surface de 1 733 m2 et pouvant accueillir 500 000 passagers par an est ouverte au public.
En 2011, près de 3 millions de passagers ont transité par cet aéroport.
Un nouveau terminal est mis en service en septembre 2015. Il est destiné aux destinations nationales et internationales, et pourra accueillir à pleine capacité près de 8 millions de passagers annuels.
En 2018, plus de 6,7 millions de passagers ont transité par cet aéroport.

## Situation
| \| 50 km1:3 411 000 \| Lublin Cracovie Gdańsk · Dantzig Łódź Olsztyn · Holsten Poznań · Posnanie Varsovie · Radom Rzeszów Szczecin · Stettin Varsovie · Modlin Wrocław · Vratislavie Katowice Zielona · Góra Varsovie · Chopin Bydgoszcz · Bromberg |
| 50 km1:3 411 000 |

## Compagnies aériennes et destinations

### Passagers
| Compagnies                    | Destinations |
| ----------------------------- | --- |
| Aegean Airlines               | En saison : Athènes E.-Venizélos |
| Air Dolomiti                  | Munich-F. J. Strauß |
| Air France                    | Paris-Charles de Gaulle |
| Austrian Airlines             | Vienne-Schwechat |
| British Airways               | Londres-Heathrow |
| Buzz                          | En saison charter : Antalya, Bourgas, Palma de Majorque, Rhodes-Diagoras |
| easyJet                       | - Bristol, - Édimbourg, - Londres-Gatwick, - Londres-Luton, - Manchester, - Paris-Charles de Gaulle En saison : Belfast |
| easyJet Switzerland           | En saison : Bâle-Mulhouse |
| Enter Air                     | En saison charter : - Antalya , - Bourgas, - Héraklion-N. Kazantzákis, - Hurghada, - La Canée I.-Daskaloyánnis, - Madère-C. Ronaldo, - Palerme Falcone-Borsellino, - Rhodes-Diagoras |
| Eurowings                     | Düsseldorf En saison : Stuttgart |
| Finnair                       | Helsinki-Vantaa |
| flydubai                      | Dubaï |
| Freebird Airlines             | En saison charter : Antalya |
| Jet2.com                      | Manchester, Newcastle En saison : Birmingham , Glasgow, Leeds-Bradford |
| KLM                           | Amsterdam |
| LOT Polish Airlines           | Chicago-O'Hare, Gdańsk-L. Wałęsa, Olsztyn (Holsten)-Mazurie, Tel Aviv - Ben Gourion, Varsovie-Chopin En saison : Bydgoszcz, Dubrovnik, Newark-Liberty |
| Lufthansa                     | Francfort, Munich-F. J. Strauß |
| Luxair                        | Luxembourg-Findel |
| Norwegian Air Shuttle         | - Bergen, - Copenhague-Kastrup, - Oslo-Gardermoen, - Stavanger, - Stockholm-Arlanda, - Trondheim |
| Pegasus Airlines              | En saison charter : Antalya |
| Ryanair                       | - Agadir-Al Massira, - Alicante-Elche, - Amman-Reine-Alia, - Ancône-Falconara, - Athènes E.-Venizélos, - Barcelone-El Prat, - Bari-Karol Wojtyła, - Belfast, - Bergame-Orio al Serio, - Berlin-Brandebourg, - Billund, - Birmingham, - Bologne-Borgo Panigale, - Bournemouth, - Bristol, - Cagliari, - Catane-Fontanarossa, - Charleroi Bruxelles-Sud, - Copenhague-Kastrup, - Dortmund, - Dublin, - East Midlands, - Édimbourg, - Eindhoven, - Gdańsk-L. Wałęsa, - Gérone-Costa Brava, - Glasgow, - Göteborg, - Las Palmas/Gran Canaria, - Leeds-Bradford, - Lille Lesquin, - Lisbonne-H. Delgado, - Liverpool-J.-Lennon, - Londres-Luton, - Londres-Stansted, - Madrid-Barajas, - Malaga-Costa del Sol, - Malte, - Manchester, - Marseille-Provence, - Memmingen, - Naples-Capodichino, - Newcastle, - Nuremberg-A. Dürer, - Palerme Falcone-Borsellino, - Paphos, - Paris-Beauvais, - Pise-Galileo Galilei, - Podgorica, - Porto-F. Sá-Carneiro, - Poznań (Posnanie)-H. Wieniawski, - Prague-Václav-Havel, - Riga, - Rome - G. B. Pastine (Ciampino), - Sandefjord-Torp, - Séville-San Pablo, - Shannon, - Stockholm-Arlanda, - Szczecin/Stettin-Solidarité, - Tel Aviv - Ben Gourion, - Thessalonique-Makedonía, - Trévise-Sant'Angelo, - Turin S.-Pertini (Caselle), - Valence - Vienne-Schwechat En saison : - Bourgas, - Corfou-I. Kapodístrias, - Eilat-Ramon, - La Canée I.-Daskaloyánnis, - Lamezia Terme, - Maastricht-Aix-la-Chapelle, - Olsztyn (Holsten)-Mazurie, - Palma de Majorque, - Pérouse-Sant'Egidio, - Abruzzes, - Rimini, - Santorin, - Tarbes-Lourdes-Pyrénées, - Ténériffe-Sud Reine Sofia, - Toulouse-Blagnac, - Varna, - Zadar |
| Scandinavian Airlines         | Copenhague-Kastrup, Oslo-Gardermoen, Stockholm-Arlanda |
| Swiss International Air Lines | Zurich |
| Transavia                     | Eindhoven |
| Transavia France              | Paris-Orly |
| Turkish Airlines              | Istanbul |
| Wizz Air                      | - Abou Dabi, - Barcelone-El Prat, - Bergen, - Birmingham, - Catane-Fontanarossa, - Doncaster Sheffield-Robin Hood, - Eindhoven, - Koutaïssi-David-IV, - Larnaca, - Leeds-Bradford, - Londres-Gatwick, - Londres-Luton, - Lyon-Saint-Exupéry, - Malaga-Costa del Sol, - Milan-Malpensa, - Nice-Côte d'Azur, - Oslo-Gardermoen, - Rome Léonard-de-Vinci/Fiumicino, - Stavanger, - Stockholm-Skavsta - Nyköping, - Tel Aviv - Ben Gourion En saison : Bourgas, Héraklion-N. Kazantzákis, Reykjavik-Keflavík, Split |

Édité le 31 décembre 2019.  Actualisé le 14/12/2022

## Statistiques

### Destinations

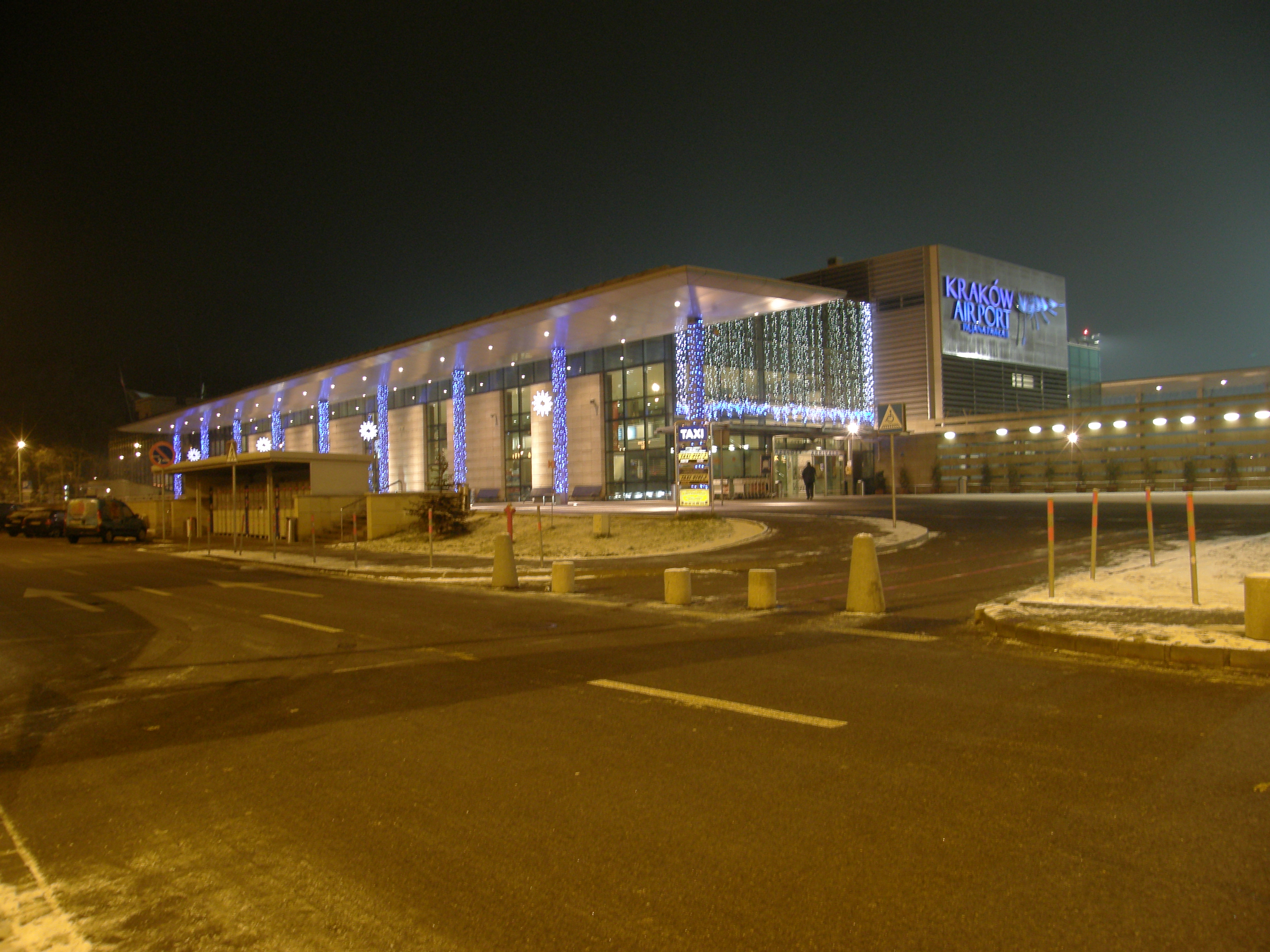
Terminal International de l'aéroport.

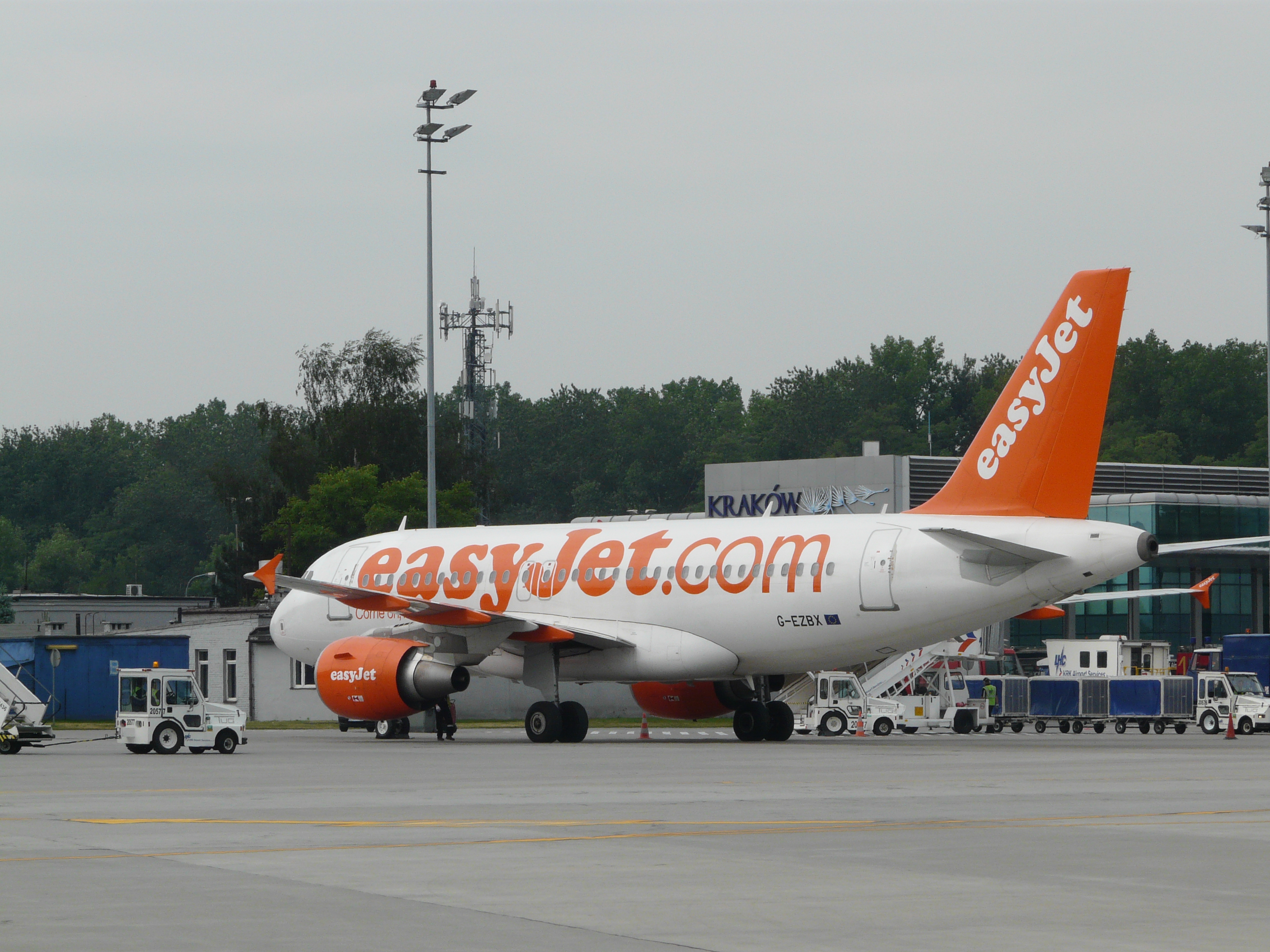
Airbus A319-100 d'EasyJet à Cracovie.

| Place | Aéroport         | Passagers | Évolution 2013/14 |
| ----- | ---------------- | --------- | ----------------- |
| 1     | Varsovie-Chopin  | 274 000   | 12 %              |
| 2     | Londres-Stansted | 255 000   | 5 %               |
| 3     | Francfort        | 244 000   | 17 %              |
| 4     | Munich           | 207 000   | 5 %               |
| 5     | Dublin           | 132 000   | 10 %              |
| 6     | Berlin Tegel     | 127 000   | 3 %               |
| 7     | Oslo Rygge       | 116 000   | 11 %              |
| 8     | Bergame          | 109 000   | 1 %               |
| 9     | Londres-Gatwick  | 108 000   | 2 %               |
| 10    | Édimbourg        | 107 000   | 5 %               |

### Trafic annuel en graphique
Pour des raisons techniques, il est temporairement impossible d'afficher le graphique qui aurait dû être présenté ici.

Voir la requête brute et les sources sur Wikidata.

### Trafic annuel en tableau
| Année | Nombre de passagers | Évolution |
| ----- | ------------------- | --------- |
| 2003  | 593 214             |           |
| 2004  | 841 123             | 42 %      |
| 2005  | 1 586 130           | 89 %      |
| 2006  | 2 367 257           | 49 %      |
| 2007  | 3 068 199           | 30 %      |
| 2008  | 2 923 961           | 5 %       |
| 2009  | 2 680 322           | 8 %       |
| 2010  | 2 863 996           | 7 %       |
| 2011  | 3 014 060           | 5 %       |
| 2012  | 3 439 758           | 14 %      |
| 2013  | 3 647 616           | 6 %       |
| 2014  | 3 817 792           | 5 %       |
| 2015  | 4 221 171           | 11 %      |
| 2016  | 4 983 645           | 18 %      |
| 2017  | 5 835 189           | 17 %      |
| 2018  | 6 769 369           | 16 %      |
| 2019  | 8 410 817           | 24 %      |
| 2020  | 2 592 972           | 69 %      |
| 2021  | 3 071 915           | 18 %      |

## Accès et transports

### Navette ferroviaire

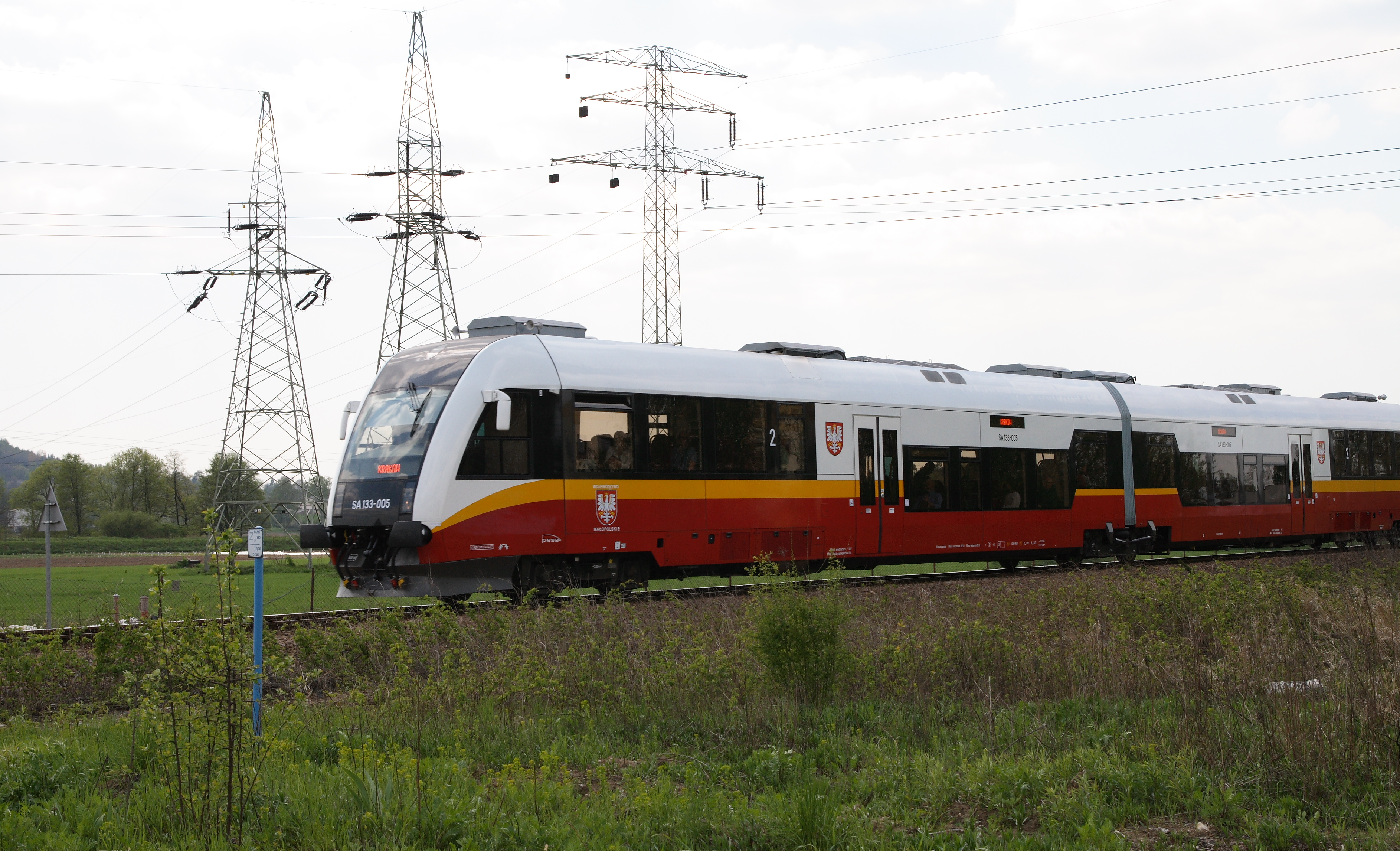
Entre l’aéroport et la gare centrale.

Le trajet relie l'aéroport Kraków-Balice à la gare centrale de Cracovie puis à la gare Wieliczka Rynek-Kopalnia. Quatre arrêts sont marqués entre l’aéroport et la gare centrale.

### Bus
Il est possible de joindre le centre-ville de Cracovie grâce aux lignes suivantes :
Ligne 292Aéroport Kraków-Balice – Olszanica - Chełm - Hôtel Cracovia - Nowy Kleparz - Gare centrale - Gare centrale : Est - Rond-point Mogilskie - Rond-point Grzegórzeckie - École supérieure de Cracovie.
Ligne 208Aéroport Kraków-Balice – Mydlniki - Bronowice Małe - Nowy Kleparz - Gare centrale : Est.
Ligne 902 (bus de nuit)Aéroport Kraków-Balice – Olszanica - Chełm - Hôtel Cracovia - rue Basztowa - Gare centrale - Gare centrale : Est.